# 1. Klavierkonzert (Saint-Saëns)

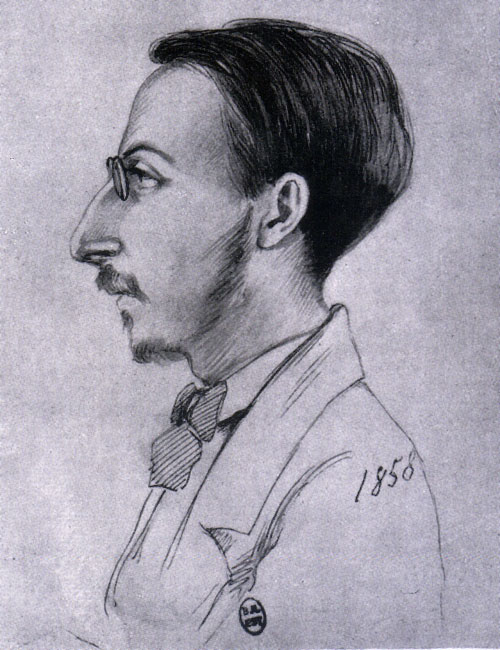
Saint-Saëns im Jahr 1858

Das 1. Klavierkonzert in D-Dur, op. 17, ist ein Werk für Klavier und Orchester des französischen Komponisten Camille Saint-Saëns.

## Entstehung
Saint-Saëns schrieb sein 1. Klavierkonzert im Jahr 1858, im Alter von 23 Jahren. Er widmete das Werk der Pianistin Marie Jaëll (der Frau von Alfred Jaell). Das Konzert ist noch sehr dem Kompositionsstil Felix Mendelssohns verpflichtet, der zu den musikalischen Vorbildern Saint-Saëns’ gehörte. Die große sinfonische Geste deutet bereits auf die Klavierkonzerte Tschaikowskis hin sowie auf die eigene Meisterschaft späterer Konzerte.

## Zur Musik

### Besetzung
Solo-Klavier, 2 Flöten, 2 Oboen, 2 Klarinetten, 2 Fagotte, 4 Hörner, 2 Trompeten und Streicher

### 1. Satz: Andante – Allegro assai
Der Hauptsatz beginnt mit einer Hornfanfare, die dem Satz gleichsam als Motto vorangestellt wird. Das Klavier setzt anschließend mit schnellen Aufwärtsläufen ein. Das drängende, aus der Fanfare entwickelte Hauptthema, wird nun zunächst vom Orchester vorgestellt. Inmitten einer musikalischen Phrase übernimmt das Klavier mit virtuosen Akkorden. Ein ruhigerer, fließender zweiter Gedanke wird, direkt ins erste Thema übergehend, vorgestellt und vom Klavier umspielend begleitet. Die Durchführung bevorzugt das Hauptthema, das zunächst in sprunghaftem Duktus bearbeitet wird. Die Reprise setzt ohne Hornfanfare, direkt mit der fast wortgetreuen Wiederholung des ersten Themas, ein. Eine großangelegte Solokadenz fehlt dem Satz. Er endet mit kräftigen Akkorden von Orchester und Soloinstrument.

### 2. Satz: Andante sostenuto, quasi Adagio
Der zweite Satz beginnt mit einer drohenden Geste der tiefen Streicher, von Pizzicatotupfern der hohen Streicher begleitet. Das Klavier entfaltet auf dieser Grundlage eine schweifende, elegische Melodie. Herabfallende Einwürfe der Streicher führen zu einigen Akkorden und einer kleinen Solokadenz des Klaviers. Diese die Kadenz einleitenden Akkorde kehren mehrfach im Satzverlauf wieder. Die Melodieführung wird anschließend von den Holzbläsern übernommen, die das Themenmaterial im Sinne einer endlosen Melodie weiterführen und an das Klavier zurückgeben. Das Geschehen kommt schließlich zum Stillstand, und der Satzbeginn wird nahezu wiederholt, jedoch ist nun die Kadenz des Klavieres stark verändert. Ein Unisonolauf der Streicher führt wieder zu dem Akkordthema des Soloinstrumentes. Einige weitere Sololäufe und zwei Abschlusstöne des Klaviers beenden den geheimnisvoll wirkenden Satz.

### 3. Satz: Allegro con fuoco
Der stürmische letzte Satz beginnt direkt mit dem Hauptthema, das von Orchester und Soloklavier in alternierenden Akkorden vorgetragen wird. Ein lyrischerer zweiter Gedanke, den das Klavier vorträgt, wird immer wieder von scherzhaften Einwürfen der Holzbläser und Streicher unterbrochen, die das Hauptthema zitieren. Beide Themen werden im vergnügten Wettstreit weiterentwickelt und bearbeitet. Hierbei kommt es auch zu brillanten Momenten, wenn das Klavier mit großen Arpeggioläufen die breit im Orchester dahinfließende und von Trompetenfanfaren verzierte Melodie begleitet. Zum triumphalen Abschluss des Konzertes führen feierliche Akkorde des Klaviers, die vom vollen Orchester begleitet werden.

## Wirkung
Das Klavierkonzert erfreute sich auf Grund seines jugendlichen Elans und seiner Frische einiger Beliebtheit. Zwar ist es heute nicht mehr so häufig zu hören wie beispielsweise das 2. und 4. Klavierkonzert, dennoch wird es gerne aufgeführt.
Saint-Saëns arrangierte das Stück später auch für zwei Klaviere, eine Version, die jedoch selten zu hören ist.